# Войско Мын Бала
«Войско Мын Бала» (каз. Жаужүрек мың бала; в переводе «Отважные») — фильм казахстанского режиссёра Акана Сатаева, повествующий о легенде времён Казахско-джунгарской войны. В казахстанский прокат фильм вышел 3 мая 2012 года.

## Сюжет
Действие кинокартины происходит в первой половине XVIII века — в переломную эпоху казахской истории, когда в кровопролитной войне с джунгарами единство казахского народа и героизм становятся решающей силой на пути к обретению свободы. По сюжету в этой жестокой борьбе, наравне со взрослыми, на защиту родной земли встают воины-юноши во главе с отважным Сартаем. Его легендарное войско, известное как «Мың бала» (Тысяча мальчишек), вступает в неравный бой с противником и меняет ход войны. Решающей в фильме становится битва, известная в истории как «Анракайская битва».

## В ролях
| Актёр              | Роль                 |
| ------------------ | -------------------- |
| Асылхан Толепов    | Сартай               |
| Аян Утепберген     | Таймас               |
| Куралай Анарбекова | Корлан               |
| Алия Ануарбек      | Зере                 |
| Эдуард Ондар       | Предводитель джунгар |
| Тлектес Мейрамов   | Назар                |
| Толеубек Аралбай   | Рахимжан             |
| Нурлан Алимжанов   | Касым                |
| Цэгмид Цэрэнболд   | Галдан-Цэрэн         |

## Отзывы
Фильм был встречен с восторгом как на родине, так и за рубежом. Во время 65-го Каннского кинофестиваля Пьер Спенглер, французский кинопродюсер, отозвался о кинокартине так: «Я очень впечатлён качеством самого фильма, качеством актёрской игры. Всё на высоком уровне — и само кинопроизводство, и эпический размах, и трюки, а также другие элементы. Всё это должно привлечь зрителя. Чем больше я смотрел „Мын бала“, тем старательнее искал повод для себя поехать в Казахстан и самому снять там». Особенную популярность фильм приобрёл среди молодёжи. По словам многих зрителей, данная картина возбудила в них интерес к истории казахского народа, национальной культуре и обычаям.